# Barovka
Barovka is een plaats in de gemeente Krašić in de Kroatische provincie Zagreb. De plaats telt 18 inwoners (2001).